# Joseph Baffrou
 (novembre 2024).
Joseph Baffrou dit Bee Joe, né le 1er janvier 1969 à Tabou en Côte d'Ivoire, est un poète et slameur ivoirien.

## Biographie
De son vrai nom Joseph Baffrou, Bee Joe est naît à Tabou, dans le sud-ouest de la Côte d'Ivoire, le 1er janvier 1969. Issu d'un mariage entre une mère libérienne afro-américaine et un père ivoirien, il grandit dans un environnement culturellement diversifié,.
Ses études primaires se déroule à Abidjan, à l'école régionale de Treichville, puis à M'Bahiakro, au centre de la Côte d'Ivoire. Il a ensuite poursuivi son cursus secondaire au collège Voltaire de Marcory et au lycée technique d'Abidjan. Bee Joe est ensuite admis à l'Institut supérieur de comptabilité de l'Institut national supérieur de l'enseignement technique à Yamoussoukro, où il obtient un master en administration et management au Groupe Pigier d'Abidjan,.

## Carrière professionnelle
Après ses études, Bee Joe entame une carrière dans le monde de l'entreprise, travaillant d'abord pour une société agro-alimentaire qui est devenue plus tard une multinationale. Il occupe divers postes au cours de ses onze années passées dans cette entreprise. Par la suite, il travaillé pour l'usine de textile de Gonfreville à Bouaké, ainsi que pour Unilever et Agrisud dans le secteur des cosmétiques,.

## Carrière artistique
Bee Joe se lance dans le slam professionnel en 2011. Il fait ses débuts en tant que slameur solo le 25 mai 2013 à la Case des Arts à Abidjan. La même année, il participe au concours panafricain de slam «Spoken Word Projet», organisé par le Goethe Institut de Johannesburg, où il remporte le prix spécial du jury lors de la finale à Abidjan. Il est également membre fondateur du collectif «Au Nom Du Slam», dont il a été le président de 2014 à 2018,. En outre, Bee Joe a été le premier président de la Fédération Ivoirienne de Slam-Poésie (FISP) et le commissaire général du festival international de slam d'Abidjan (Babi Slam),. Il a également été Slammaster du championnat national de slam et de la coupe interscolaire de slam. Il est également connu pour avoir initié le projet "Un Livre, Un Slam", qui encourage la lecture en écrivant des slams inspirés de livres s pécifiques. Ce projet a été soutenu par le Goethe Institut d'Abidjan en 2020 et par l'ambassade de France en Côte d'Ivoire en 2022 ,.

## Distinctions
En reconnaissance de son talent et de son engagement dans le domaine du slam et de la poésie, Bee Joe a reçu plusieurs distinctions, dont le 3e prixd'excellence des arts vivants de la Présidence de la République de Côte d'Ivoire en 2018 et le prix 2018 pour la promotion de la poésie et du slam décerné par l'Association des Écrivains de Côte d'Ivoire (AECI). En 2017, il a également été classé meilleur groupe artistique du webzine Btendance, et en 2013, il a remporté le prix spécial du jury à la compétition panafricaine de slam organisée par le Goethe Institut de Johannesburg.